# Family Tree (N.W.A album)
Family Tree är ett samlingsalbum av hiphopgruppen N.W.A, släppt 30 september 2008. På albumet finns 3 av 5 av originalmedlemmarna, och gästframträdanden av bland annat Westside Connection, Snoop Dogg och Xzibit.

## Låtlista
| Nr  | Titel                                                            | Originalalbum               | Längd |
| --- | ---------------------------------------------------------------- | --------------------------- | ----- |
| 1.  | "Straight Outta Compton" (N.W.A)                                 | Straight Outta Compton      | 4:15  |
| 2.  | "Boyz-n-the-Hood" (Eazy-E)                                       | N.W.A. and the Posse        | 5:14  |
| 3.  | "Dopeman" (N.W.A)                                                | N.W.A. and the Posse        | 5:46  |
| 4.  | "Fuck tha Police" (N.W.A)                                        | Straight Outta Compton      | 5:14  |
| 5.  | "We Want Eazy" (Eazy-E)                                          | Eazy-Duz-It                 | 5:01  |
| 6.  | "Express Yourself" (N.W.A)                                       | Straight Outta Compton      | 3:57  |
| 7.  | "It Was a Good Day" (Ice Cube)                                   | The Predator                | 4:19  |
| 8.  | "V.S.O.P." (Above the Law)                                       | Black Mafia Life            | 4:48  |
| 9.  | "You Can't Play with My Yo-Yo" (Yo-Yo feat. Ice Cube)            | Make Way for the Motherlode | 3:53  |
| 10. | "Foe Life" (Mack 10)                                             | Mack 10                     | 4:13  |
| 11. | "It's Funky Enough" (The D.O.C.)                                 | No One Can Do It Better     | 4:28  |
| 12. | "Final Frontier" (MC Ren)                                        | Kizz My Black Azz           | 4:09  |
| 13. | "Regulate" (Warren G feat. Nate Dogg)                            | Regulate...G Funk Era       | 4:08  |
| 14. | "Bow Down" (Westside Connection)                                 | Bow Down                    | 3:26  |
| 15. | "Bitch Please" (Snoop Dogg feat. Xzibit)                         | No Limit Top Dogg           | 3:46  |
| 16. | "Gangstas Make the World Go Round" (Westside Connection)         | Bow Down                    | 4:32  |
| 17. | "Lay Low" (Snoop Dogg feat. Master P, Nate Dogg & Tha Eastsidaz) | Tha Last Meal               | 3:42  |
| 18. | "We Be Puttin' It Down" (Bad Azz feat. Snoop Dogg)               | Word on tha Streets         | 4:21  |